# Мирный (Увельский район)
Мирный — посёлок в Увельском районе Челябинской области России. Входит в состав Увельского сельского поселения. Население 276 чел. (2010) .

## География
Посёлок находится в восточной части региона, в южной части района. Ландшафт — лесостепь, к югу — несколько болот. Расстояние до районного центра и центра сельского поселения (пос. Увельский) 14 км. (Увельский район: энциклопедия).
Рельеф — переход полуравнины (Зауральский пенеплен) в равнину (Западно-Сибирская низменность); абсолютная высота центра — 236 метра над уровнем моря, ближайшая высота — 239 м. (Увельский район: энциклопедия).

## История
Согласно Закону Челябинской области от 17 сентября 2004 года № 277-ЗО «О статусе и границах Увельского муниципального района и сельских поселений в его составе» посёлок вошёл в состав образованного Увельского сельского поселения.

## Население
| 2002 | 2010 |
| ---- | ---- |
| 299  | ↘276 |

Население в 1970 году — 328, в 1983—296, в 1995—366 чел. (Увельский район: энциклопедия).

## Инфраструктура
Карьер и предприятие по добыче строительных песков. К нему от станции Упрун идет железнодорожная ветка.
Детский сад, фельдшерско-акушерский пункт (Увельский район: энциклопедия).
Мирненский сельский клуб.
В 2018-м проведен газ, появился сельский клуб

## Транспорт
Автомобильный и железнодорожный транспорт.
Проходит дорога 75К-483 Половинка — Мирный. Южно-Уральская железная дорога (участок Челябинск — Троицк) и станция Упрун находится примерно в 0,5 км по прямой в направлении северо-восток. Поселок связан грунтовыми дорогами с соседними населенными пунктами.